# Sint-Stanislausbasiliek
De Sint-Stanislausbasiliek (Basilica of St. Stanislaus) is een rooms-katholiek kerkgebouw in Chicopee in de Amerikaanse staat Massachusetts. De kerk werd verheven tot basilica minor in 1991.

## Geschiedenis
De parochie van de kerk werd gesticht door Poolse immigranten, die in de jaren 1880 arriveerden in Chicopee. De Polen wilden een eigen kerk, waar ze God konden dienen in de eigen taal en waar ze de Poolse tradities konden voortzetten.
Men bouwde eerst een houten kerk op de plaats waar tegenwoordig de Sint-Stanislausschool staat. De tweede Stanislauskerk werd in 1908 voor het groeiende aantal parochianen gebouwd. De indrukwekkende kathedraalachtige structuur werd in neobarokke stijl gebouwd en wordt beschouwd als een van de meest indrukwekkende kerkgebouwen in het gebied. 
Het ruime interieur biedt plaats aan ten minste 800 gelovigen in het hoofdschip en de beide zijschepen. In 1920 werd in het koor een orgel geïnstalleerd. De gebrandschilderde ramen hebben eigen thema's en werden gemaakt door Europese kunstenaars. 
Naast de gewone kerk is er ook nog een benedenkerk, die wordt gebruikt voor de dagelijkse missen, voor de biecht en voor de verering van het Heilig Sacrament. Bij de sacristie bevindt zich een noemenswaardige verzameling van relieken.

## Bron
- (en)  (pl)  Website van de Sint-Stanislausbasiliek